# Бабаєв Арташес Едуардович
Бабаєв Арташес Едуардович (нар. 3 січня 1946, Київ,  Україна) - фахівець у галузі механіки, доктор технічних наук (1989). 
Закінчив Київський університет (1969). Від 1971 – в Інституті механіки НАНУ: інженер, молодший науковий співробітник (1975–80), старший науковий співробітник (1980–88), пров. науковий співробітник (1988–89), завідувач лабораторії (1989–96), головний науковий співробітник (від 1996). За сумісністю від 2000 – професор Національного авіаційного університету. 
Основні напрями наукових досліджень – нестаціонарна аерогідропружність, електропружність і гідроелектропружність, механіка елементів конструкцій з композитних матеріалів, поширення та дифракція хвиль в ідеальних або в’язких рідинах і пружних середовищах. .

## Праці
- Механика элементов конструкций // Механика композитных материалов и элементов конструкций: В 3 т. Т. 2. К., 1983 (співавт.);
- Гидроупругость систем оболочек. К., 1984 (співавт.);
- Нестационарные волны в сплошных средах с системой отражающих поверхностей. К., 1990;
- Динамика тел, взаимодействующих со средой. К., 1991 (співавт.);
- Динамика элементов конструкций // Механика композитов: В 12 т. Т. 9. К., 1999 (співавт.);
- Transient interaction of parallel thin-wolled cylindrical piezoelectric ceramic rediators // JASA. 2000. Vol. 108, № 1 (співавт.).